# Jantje Beton
Jantje Beton is een organisatie die zich inzet voor jeugdvoorzieningen in Nederland.

## Geschiedenis

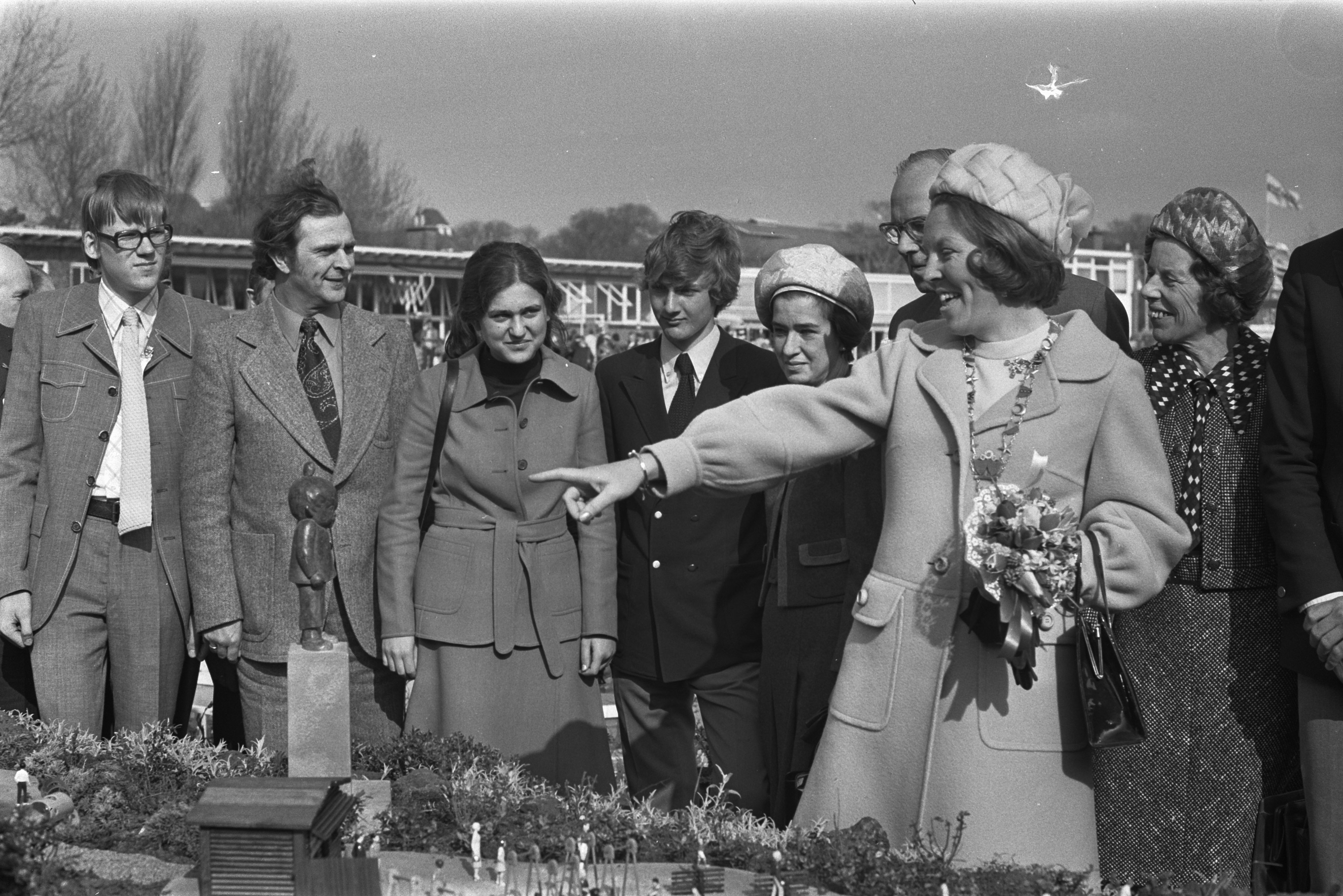
Prinses Beatrix onthult Jantje Beton in Madurodam

Jantje Beton werd op 2 april 1968 opgericht door enkele andere organisaties om jeugdvoorzieningen te realiseren die niet door de staat gesubsidieerd worden. Begin jaren 1970 ontstond de naam Jantje Beton, in verband met de vele nieuwbouwwijken met flats die uit de grond gestampt werden. De organisatie beijverde zich voor meer speelruimte voor kinderen.
Prinses Beatrix heeft zich sinds het begin om Jantje Beton bekommerd. Aanvankelijk was ze bestuurslid, maar vanaf 1980 was Beatrix officieel beschermvrouwe van de stichting.
In 1973 maakte Beatrix eigenhandig een beeldje voor de stichting, dat ze in Madurodam heeft onthuld. Het beeldje staat er nog altijd.

## Visie
Jantje Beton komt op en strijdt voor het recht van kinderen in Nederland op het vrije buitenspelen in de eigen buurt.
Volgens onderzoek door Jantje Beton (2019) speelt één op de drie kinderen minder vaak buiten dan ze zouden willen. Oorzaken van het minder buitenspelen zijn onder andere een gebrek aan geschikte speelruimte, prestatiedruk op het kind, de integratie van IT in het familieleven, ouders die kinderen niet meer buiten (durven te) laten spelen, en het ontbreken van kinderen om mee te spelen.
Hoewel Jantje Beton aanvankelijk vooral gericht was op het creëren van fysieke speelruimte in de buitenlucht, heeft het in de loop van de jaren zijn takenpakket uitgebreid met programma's om kinderen meer buiten te krijgen, daartoe beter afgestemde, uitdagende, aantrekkelijke en bereikbare speelruimten te maken, en andere programma's die bijdragen tot meer spelende kinderen in het algemeen.
Hierbij werkt Jantje Beton lokaal samen met kinderen, ouders, bewoners, scholen en verenigingen, gemeenten en gemeentelijke instellingen, woningbouwcorporaties, en mogelijke financiers uit de wijk, alsook met andere nationale organisaties.

## Projecten en evenementen
- (Nationale) Buitenspeeldag: De buitenspeeldag is anno 2020 onder de hoede van Jantje Beton in samenwerking met kinderzender Nickelodeon.[1] Het NUSO zou ook sinds 2015 intensief betrokken zijn.[11]